# Kiddklasse

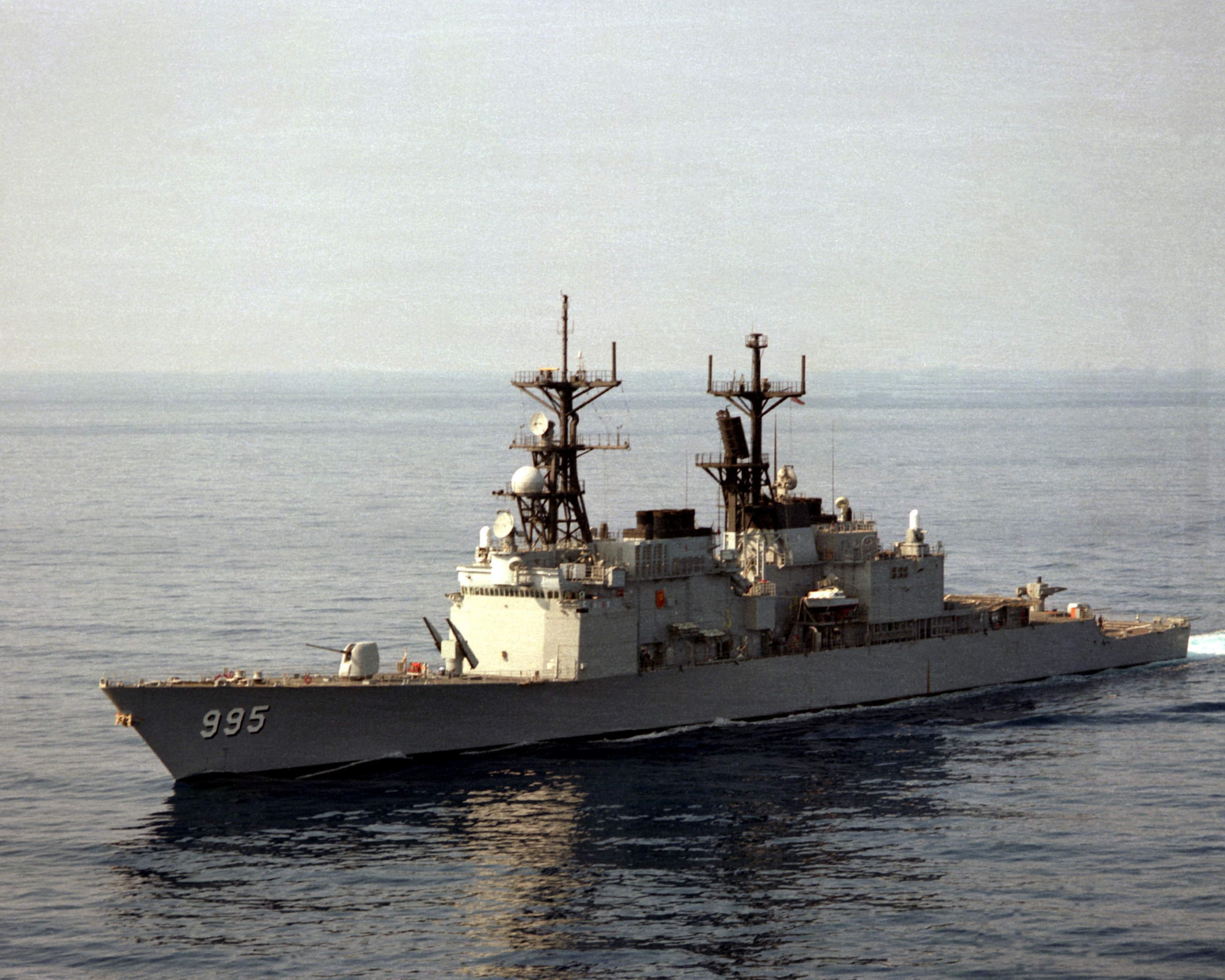
USS Scott (DDG-995)

De Kiddklasse destroyers (ook wel de "Dead Admiralklasse" of "Ayatollahklasse" genoemd) was een serie schepen gebaseerd op de romp van de Spruanceklasse. Deze schepen werden eerst besteld door de Sjah van Iran voor dienst in de Perzische Golf in een luchtafweerrol.
- De bijnaam "Dead Admirals" verkreeg de klasse omdat alle schepen waren genoemd naar admiraals die sneuvelden tijdens de Tweede Wereldoorlog in de Pacific. 
  - USS Kidd werd vernoemd naar admiraal Isaac C. Kidd, die sneuvelde op de brug van zijn vlaggenschip,  Arizona tijdens de aanval op Pearl Harbor van 7 december 1941.
  - USS Callaghan werd vernoemd naar  admiraal Daniel Callaghan die sneuvelde tijdens de Slag om Guadalcanal op 13 november 1942 aan boord van  San Francisco.
  - USS Scott werd vernoemd naar admiraal Norman Scott, die ook sneuvelde bij Guadalcanal, aan boord van  Atlanta
  - USS Chandler werd vernoemd naar admiraal Theodore Chandler die overleed aan zijn brandwonden op 7 januari 1945, en die werden veroorzaakt door een kamikazeaanval op zijn vlaggenschip, Louisville, de vorige dag.

Deze schepen konden niet aan de Iraanse Revolutie van 1979 geleverd worden, dus werden ze indienstgesteld bij de Amerikaanse marine. Omdat de schepen uitgerust waren met zware airconditioning en andere installaties voor operaties in hete klimaten, werden ze vooral ingezet in het Midden-Oosten, met name in de Perzische Golf. Alle schepen werden eind jaren 90 uitdienstgesteld. De schepen werden ook gebruikt in de film Pearl Harbor, in explosiescènes. 

## Kee Lungklasse
In 2001 autoriseerde de VS de reactivering en verkoop aan Taiwan. Alle vier de schepen zijn overgedragen aan de Taiwanese marine. De vier schepen werden verkocht voor een totaalbedrag van $732 miljoen. 
De eerste twee schepen, Callaghan en Scott, arriveerden in december 2005 in de marinehaven van Suao, Taiwan, en werden omgedoopt tot Kee Lung en Su Ao tijdens een indienststellingsceremonie op 17 december 2005. De Kidd en Chandler werden afgeleverd in 2006, en omgedoopt tot respectievelijk Tso Ying en Ma Kong. 

## Schepen
- Kidd
  - Geplande Iraanse naam: Koroush
  - Huidige naam: Tso Ying
- Callaghan
  - Geplande Iraanse naam: Daryush
  - Huidige naam: Su Ao
- Scott
  - Geplande Iraanse naam: Nader
  - Huidige naam: Kee Lung
- Chandler
  - Geplande Iraanse naam: Anoshirvan
  - Huidige naam: Ma Kong